# United We Fall
United We Fall – amerykański serial telewizyjny (sitcom) wyprodukowany przez Julius Sharpe International Petroleum & Writing, Exhibit A, ABC Studios oraz Sony Pictures Television, którego twórcą jest Julius Sharpe. Serial jest emitowany od 15 lipca 2020 roku na ABC.

## Fabuła
Serial opowiada o Billym i Jo, którzy starają się dobrze wychować swoje dzieci. Pewnego dnia do ich domu wprowadza się matka Billa, która stosuje inne metody wychowawcze niż jej syn i synowa.

## Obsada

### Główna
- Will Sasso jako Bill Ryan[2]
- Christina Vidal Mitchell jako Jo Rodriguez[2]
- Ella Grace Helton jako Emily Ryan
- Guillermo Díaz jako Chuy Rodriguez[3]
- Jane Curtin jako Sandy Ryan[4]

### Role drugoplanowe
- Ireland & Sedona Carjaval jako Lulu Ryan
- Natalie Ceballos jako Brie Rodriguez

## Odcinki
| # | Tytuł                 | Reżyseria               | Scenariusz                                       | Premiera w ABC   |
| - | --------------------- | ----------------------- | ------------------------------------------------ | ---------------- |
| 1 | Pilot                 | Mark Cendrowski         | Julius Sharpe                                    | 15 lipca 2020    |
| 2 | The Biter             | Mark Cendrowski         | Gloria Calderón Kellett, Mike Royce              | 15 lipca 2020    |
| 3 | Date Night            | Mark Cendrowski         | Chadd Gindin                                     | 22 lipca 2020    |
| 4 | Participation Trophy  | Mark Cendrowski         | Jessica Combs, Stephanie Escajeda, Carissa Kosta | 29 lipca 2020    |
| 5 | My Favorite Marta     | Gloria Calderón Kellett | Sean Clements                                    | 5 sierpnia 2020  |
| 6 | You're Doing It Wrong | Victor Gonzalez         | Julieanne Smolinski                              | 12 sierpnia 2020 |
| 7 | The Weekend           | Mark Cendrowski         | Julius Sharpe                                    | 19 sierpnia 2020 |
| 8 | Re-Wedding Crashers   | Mark Cendrowski         | Sean Clements, Julieanne Smolinski               | 26 sierpnia 2020 |

## Produkcja
W marcu 2019 roku ogłoszono obsadę serialu, do której dołączyli: Jane Curtin, Will Sasso i Christina Vidal.
11 maja 2019 roku stacja ABC zamówiła pierwszy sezon, który zadebiutuje w sezonie telewizyjnym 2019/2020.
We wrześniu 2019 roku poinformowano, że Guillermo Díaz zagra w serialu.